# NGC 6283
NGC 6283 је спирална галаксија у сазвежђу Херкул која се налази на NGC листи објеката дубоког неба.
Деклинација објекта је + 49° 55' 19" а ректасцензија 16h 59m 26,5s. Привидна величина (магнитуда) објекта NGC 6283 износи 12,9 а фотографска магнитуда 13,7. NGC 6283 је још познат и под ознакама UGC 10652, MCG 8-31-18, CGCG 252-14, IRAS 16581+4959, PGC 59386.